# Министър-председател на Черна гора
Министър-председателят на Черна гора (на черногорски: Premijer Crne Gore) е начело на правителството на Черна гора. Ролята на премиера е да ръководи работата на правителството, както и да представя на парламента програмата на правителството, включително и списък на предложените министри.
От 31 октомври 2023 г. министър-председател е Милойко Спаич от партията Европа сега

## Списък на министър-председателите на Черна гора
| №  | Портрет | Име                | Начало на мандата | Край на мандата  | Партия                           |
| -- | ------- | ------------------ | ----------------- | ---------------- | -------------------------------- |
| 1  |         | Мило Джуканович    | 15 февруари 1991  | 5 февруари 1998  | ДПСЧГ                            |
| 2  |         | Филип Вуянович     | 5 февруари 1998   | 8 януари 2003    | ДПСЧГ                            |
| 3  |         | Мило Джуканович    | 8 януари 2003     | 10 ноември 2006  | ДПСЧГ                            |
| 4  |         | Желко Щуранович    | 10 ноември 2006   | 29 февруари 2008 | ДПСЧГ                            |
| 5  |         | Мило Джуканович    | 29 февруари 2008  | 29 декември 2010 | ДПСЧГ                            |
| 6  |         | Игор Лукшич        | 29 декември 2010  | 4 декември 2012  | ДПСЧГ                            |
| 7  |         | Мило Джуканович    | 4 декември 2012   | 28 ноември 2016  | ДПСЧГ                            |
| 8  |         | Душко Маркович     | 28 ноември 2016   | 4 декември 2020  | ДПСЧГ                            |
| 9  |         | Здравко Кривокапич | 4 декември 2020   | 28 април 2022    | Няма да предадем Черна Гора      |
| 10 |         | Дритан Абазович    | 28 април 2022     | 31 октомври 2023 | Обединено реформаторско действие |
| 11 |         | Милойко Спаич      | 31 октомври 2023  | Действащ         | Европа Сега                      |